# Alba August
Alba Adèle August (født 6. juni 1993) er en dansk-svensk skuespiller og sanger.

## Karriere
August debuterede i en lille rolle i faderens En sang for Martin (2001). Efter teaterlinjen på Södra Latins gymnasium startede hun i 2014 skuespillerstudier på Den Danske Scenekunstskole i København og har også studeret filmproduktion på Malmø universitet.
I 2013 spillede hun hovedrollen som voldtægtsofferet Selinda i William Olssons Förtroligheten. Avisen Expressen roste hende og kaldte hende en "riktigt fynd" og skrev, at hun spillede sin karakter med en naturlighed, som burde få hele bestyrelsen til at løbe efter hende". Også Aftonbladet roste hendes indsats.
I efteråret 2016 medvirkede hun i en teater version af Fassbinders Petra von Kants bitre tårer på Malmö stadsteater. I den danske tv-serie Gidseltagningen (2017) var hun et gidsel i den Københavnske metro. Hun spiller hovedrollen som den unge Astrid Lindgren i den svensk-danske spillefilm Unge Astrid (2018).. Hun kan ses i hovedrollen som Simone Andersen i Netflix' internet tv-serie The Rain som er Netflix' første serie der er skrevet, produceret og optaget i Danmark.

## Privat
Hun er datter af instruktør Bille August og skuespiller og instruktør Pernilla August.
Hun er kæreste med musik producer Pontus Winnberg og i december 2024 fødte hun en datter.

## Filmografi

### Film
| År   | Titel                    | Rolle          | Noter    |
| ---- | ------------------------ | -------------- | -------- |
| 2001 | En sang for Martin       |                |          |
| 2010 | Svinalängorna            |                |          |
| 2013 | Förtroligheten           |                |          |
| 2013 | IRL                      |                |          |
| 2014 | Vi måste prata           |                | Kortfilm |
| 2015 | Dryads – Girls Don't Cry |                |          |
| 2016 | Nationen                 |                | Kortfilm |
| 2016 | Den allvarsamma leken    |                |          |
| 2018 | Unge Astrid              | Astrid         |          |
| 2024 | Stockholm Bloodbath      | Freja Eriksson |          |

### Tv-serier
| År   | Titel              | Rolle           | Note |
| ---- | ------------------ | --------------- | ---- |
| 2013 | Morden i Sandhamn  |                 |      |
| 2015 | Jordskott          |                 |      |
| 2017 | Gidseltagningen    | Marie Bendix    |      |
| 2018 | The Rain           | Simone Andersen |      |
| 2023 | Hændelser ved vand |                 |      |
| 2024 | Bullshit           | Pia             |      |